# Юрьев, Михаил Юрьевич
Михаи́л Ю́рьевич Ю́рьев (13 января 1967, Новосибирск, РСФСР, СССР) — советский и российский игрок в хоккей с мячом, тренер, мастер спорта СССР международного класса (1991), заслуженный тренер России (2021).
C августа 2012 года по февраль 2015 года, с мая 2017 года по май 2019 года — главный тренер сборной России по хоккею с мячом.

## Карьера

### Клубная
Начал заниматься хоккеем с мячом в 1977 году в Новосибирске в школе «Сибсельмаша». Выступал за клуб до 1995 года, был капитаном команды. После победного сезона 1994/95 перешёл в шведский «Юсдаль», но уже в следующем году вернулся в «Сибсельмаш».
В 1998 году перешёл в кемеровский «Кузбасс», но из-за серьёзной травмы завершил в 32 года игровую карьеру и перешёл на тренерскую работу.

### Сборная России
В сборной России с 1994 по 1995 год. Участник Международного турнира на призы Правительства России 1994 года.

### Тренерская деятельность
С 1999 по 2002 год возглавлял «Сибсельмаш».
С 2004 по 2008 год в тренерском штабе «Уральского трубника», которым руководил Алексей Разуваев, в сезоне 2008/09 — главный тренер команды.
С октября 2011 года по март 2020 года — главный тренер хабаровского «СКА-Нефтяника». Возглавляя команду четырежды побеждает в чемпионате России, Кубке России и Суперкубке России.
Работал помощником Сергея Мяуса в молодёжной сборной России, которая победила на чемпионате мира 2011 года.
23 августа 2012 года назначен главным тренером сборной России. Под руководством Юрьева сборная России побеждает в Международном турнире на призы Правительства России 2012 года, на чемпионатах мира 2013 и 2014 годов. 18 февраля 2015 года (за несколько недель до начала игр чемпионата мира 2015 года в группе А) освобождён от должности главного тренера сборной России с формулировкой «по собственному желанию».
18 мая 2017 года вновь назначен главным тренером сборной России, с которой побеждает на чемпионатах мира 2018 и 2019 годов. 14 мая 2019 года исполком Федерации хоккея с мячом России удовлетворил просьбу Михаила Юрьева об отставке.
В марте 2021 года вновь становится главным тренером «СКА-Нефтяника». В марте 2022 года клуб расторг контракт с тренером по соглашению сторон.

## Достижения

### В качестве игрока
«Сибсельмаш»
- Чемпион России: 1994/95
- Серебряный призёр чемпионата России: 1993/94, 1996/97
- Финалист Кубка России: 1993/94
- Бронзовый призёр Кубка России: 1998/99
- Чемпион РСФСР: 1986, 1988

Сборная СССР/России
- Бронзовый призёр Международного турнира на призы Правительства России: 1994
- Чемпион мира среди молодёжных команд: 1990
- Чемпион мира среди юниоров: 1986

Личные
- В списке 22-х лучших игроков сезона (2): 1993, 1994.

### В качестве тренера
«Сибсельмаш»
- Бронзовый призёр чемпионата России по мини-хоккею: 1999

«СКА-Нефтяник»
- Чемпион России (4): 2016/17, 2017/18, 2018/19, 2019/20
- Бронзовый призёр чемпионата России: 2015/16
- Обладатель Кубка России (4): 2014, 2016, 2017, 2018
- Финалист Кубка России: 2015
- Обладатель Суперкубка России (4): 2015, 2017 (весна), 2019, 2020
- Финалист Суперкубка России: 2017 (осень)
- Финалист Кубка мира: 2019
- Обладатель Кубка губернатора Хабаровского края: 2019

Сборная России
- Чемпион мира (4): 2013, 2014, 2018, 2019
- Победитель Международного турнира на призы Правительства России: 2012
- Победитель Турнира четырёх наций: 2017
- Серебряный призёр Турнира четырёх наций: 2018

### Комментарии
1. ↑  Количество игр и голов за клуб(ы) в высшем дивизионе чемпионатов СССР/СНГ/России